# 牧野雅彦
牧野 雅彦（まきの まさひこ、1955年11月27日- ）は、日本の政治学者、広島大学名誉教授。博士（法学）。専門は政治思想史。
神奈川県生まれ。神奈川県立横須賀高等学校を経て、1979年京都大学法学部卒業。1981年名古屋大学大学院法学研究科修士課程修了、1984年同博士課程単位取得満期退学。同年名古屋大学法学部助手、1988年講師、1993年助教授、同年広島大学法学部助教授、1995年教授。2001年広島大学大学院社会科学研究科教授（大学院部局化に伴う配置換え）。1993年「ウェーバーの政治理論」で名古屋大学博士（法学）。2020年、広島大学を定年退職、名誉教授。

## 著書

### 単著
- 『ウェーバーの政治理論』（日本評論社、1993年）
- 『政治思想への招待』（日本評論社、1999年）
- 『責任倫理の系譜学――ウェーバーにおける政治と学問』（日本評論社、2000年）
- 『共存のための技術――政治学入門』（日本評論社、2002年／新版・大学教育出版、2008年）
- 『はじめての政治学――子どもと語る政治とのつきあい方』（平凡社新書、2003年）
- 『歴史主義の再建――ウェーバーにおける歴史と社会科学』（日本評論社、2003年）
- 『マックス・ウェーバー入門』（平凡社新書、2006年）
- 『学者の職分――マックス・ウェーバー「職業としての学問」を読む』（慧文社、2006年）
- 『国家学の再建――イェリネクとウェーバー』（名古屋大学出版会、2008年）
- 『ヴェルサイユ条約――マックス・ウェーバーとドイツの講和』（中公新書、2009年）
- 『マックス・ウェーバーの社会学――「経済と社会」から読み解く』（ミネルヴァ書房、2011年）
- 『新書で名著をモノにする　「プロテスタンティズムの倫理と資本主義の精神」』（光文社新書、2011年）
- 『ロカルノ条約――シュトレーゼマンとヨーロッパの再建』（中公叢書、2012年）
- 『精読 アレント「全体主義の起源」』（講談社選書メチエ、 2015年）
- 『危機の政治学――カール・シュミット入門』（講談社選書メチエ、2018年3月）
- 『アレント「革命について」を読む』（法政大学出版局、2018年8月）
- 『不戦条約―戦後日本の原点』（東京大学出版会、2020年）
- 『ハンナ・アレント―全体主義という悪夢』（今を生きる思想：講談社現代新書、2022年9月）
- 『精読 アレント「人間の条件」』（講談社選書メチエ、2023年3月）
- 『権力について――ハンナ・アレントと「政治の文法」』（中公選書、2023年11月）

### 訳書
- ヴォルフガング・J・モムゼン『マックス・ヴェーバーとドイツ政治 1890-1920』全2巻、共訳（未來社、1993-94年）
- ハンナ・アレント『人間の条件』（講談社学術文庫、2023年3月）